# Afelia

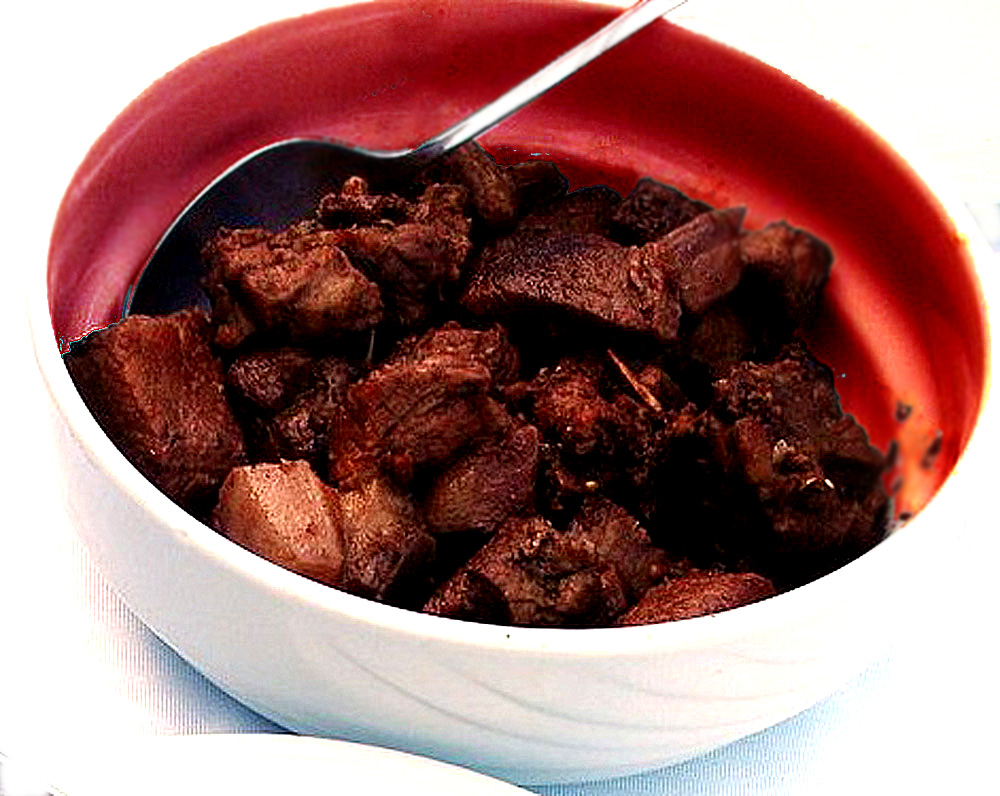
Afelia

Afelia (řecky: αφέλια) je tradiční kyperský pokrm. Jedná se o marinované vepřové maso vařené na červeném víně. Hlavním dochucovadlem je drcený koriandr. Krom toho se používá olej, sůl a pepř. Afelia se obvykle podává s jogurtem a jako příloha se servírují brambory, nebo bulgur.

## Historie
Kypr byl od roku 1878 součástí Britského impéria. Během britské nadvlády se tradiční olivový olej často nahrazoval máslem.